# Fotboll vid olympiska sommarspelen 1964

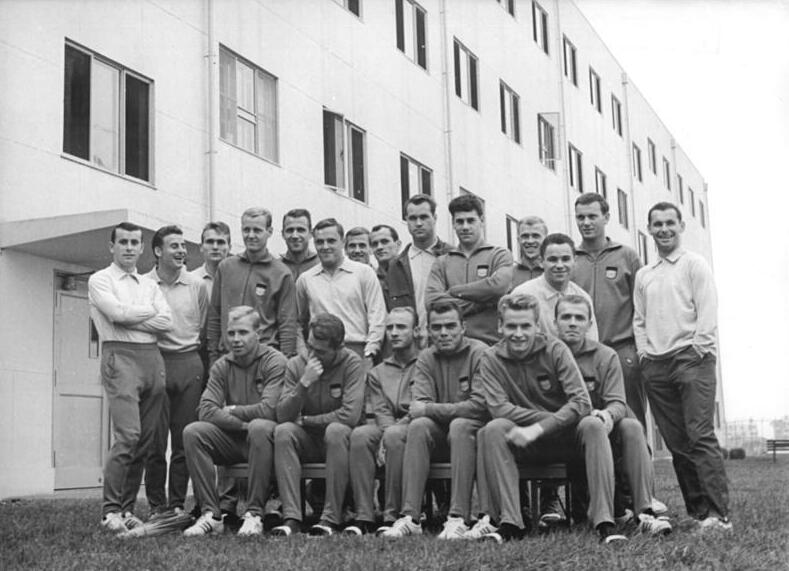
Östtysklands lag.

Fotboll vid olympiska sommarspelen 1964 i Tokyo, Japan spelades 11–23 oktober 1964 och vanns av Ungern före Tjeckoslovakien och ett alltyskt lag. 16 lag delades in i fyra grupper.
- Grupp A (Tysklands förenade lag (de facto Östtyskland), Rumänien, Mexiko, Iran)
- Grupp B (Ungern, Jugoslavien, Marocko, Nordkorea)
- Grupp C (Tjeckoslovakien, Förenade Arabrepubliken, Brasilien, Sydkorea)
- Grupp D (Japan, Ghana, Argentina, Italien)

De två bästa vidare till kvartsfinal.
Men Italien och Nordkorea drog sig ur. Italien då laget inte klassades som amatörer, och Nordkorea då vissa dpelade hindrades delta.
Fotbollsturneringen spelades på sju olika platser: 
- Tokyos Olympiastadion (Shinjuku, Tokyo)
- Chichibunomiya Rugby Stadium (Shinjuku, Tokyo)
- Komazawa Stadium (Setagaya, Tokyo)
- Mitsuzawa Stadium (Kanagawa-ku, Yokohama)
- Omiya Park Soccer Stadium (Omiya, Saitama)
- Nishikyogoku Athletic Stadium (Ukyo-ku, Kyoto)
- Nagai Stadium (Higashisumiyoshi-ku, Osaka)

## Medaljörer
| Gren   | Guld | Silver | Brons |
| Herrar | Ungern · Ferenc Bene · Tibor Csernai · János Farkas · József Gelei · Kálmán Ihász · Sándor Katona · Imre Komora · Ferenc Nógrádi · Dezső Novák · Árpád Orbán · Károly Palotai · Antal Szentmihályi · Gusztáv Szepesi · Zoltán Varga | Tjeckoslovakien · Jan Brumovský · Ludovít Cvetler · Ján Geleta · František Knebort · Karel Knesl · Karel Lichtnégl · Vojtech Masný · Štefan Matlák · Ivan Mráz · Karel Nepomucký · Karel Zdenek Picman · František Schmucker · Anton Švajlen · Anton Urban · František Volosek · Josef Vojta · Vladimír Weiss | Tyskland · Gerd Backhaus · Wolfgang Barthels · Bernd Bauchspieß · Gerhard Körner · Otto Fräßdorf · Henning Frenzel · Dieter Engelhardt · Herbert Pankau · Manfred Geisler · Jürgen Heinsch · Klaus Lisiewicz · Jürgen Nöldner · Peter Rock · Klaus-Dieter Seehaus · Hermann Stöcker · Werner Unger · Klaus Urbanczyk · Eberhard Vogel · Manfred Walter · Horst Weigang |

Noterbart: Bara spelare från Östtyskland representerade det alltyska laget.

## Laguppställningar
Huvudartikel: Spelartrupper i fotboll vid olympiska sommarspelen 1964

## Första omgången

### Grupp A
| Nr | Lag      | S | V | O | F | GM | IM | MS | P |
| -- | -------- | - | - | - | - | -- | -- | -- | - |
| 1  | Tyskland | 3 | 2 | 1 | 0 | 7  | 1  | +6 | 5 |
| 2  | Rumänien | 3 | 2 | 1 | 0 | 5  | 2  | +3 | 5 |
| 3  | Mexiko   | 3 | 0 | 1 | 2 | 2  | 6  | −4 | 1 |
| 4  | Iran     | 3 | 0 | 1 | 2 | 1  | 6  | −5 | 1 |

| 2         | 11 oktober 1964 | Rumänien                                               | 3 – 1           | Mexiko             | NACK5 Stadium Omiya                                |                                                    |
| 14:00 UTC | 14:00 UTC       | Carol Creiniceanu 20′ Ion Pârcălab 33′ Ion Ionescu 47′ | (2 – 0) Rapport | 73′ Javier Fragoso | Tokyo Publik: 12 932 Domare: Yozo Yokohama (Japan) | Tokyo Publik: 12 932 Domare: Yozo Yokohama (Japan) |
| 14:00 UTC | 14:00 UTC       |                                                        |                 |                    | Tokyo Publik: 12 932 Domare: Yozo Yokohama (Japan) | Tokyo Publik: 12 932 Domare: Yozo Yokohama (Japan) |
| 14:00 UTC | 14:00 UTC       |                                                        |                 |                    | Tokyo Publik: 12 932 Domare: Yozo Yokohama (Japan) | Tokyo Publik: 12 932 Domare: Yozo Yokohama (Japan) |

| 1         | 11 oktober 1964 | Tyskland                                                        | 4 – 0           | Iran | Nippatsu Mitsuzawa Stadium                                     |                                                                |
| 14:00 UTC | 14:00 UTC       | Bernd Bauchspieß 7′ Eberhard Vogel 20′, 63′ Henning Frenzel 44′ | (3 – 0) Rapport |      | Yokohama Publik: 12 671 Domare: Eunapio De Queiroz (Brasilien) | Yokohama Publik: 12 671 Domare: Eunapio De Queiroz (Brasilien) |
| 14:00 UTC | 14:00 UTC       |                                                                 |                 |      | Yokohama Publik: 12 671 Domare: Eunapio De Queiroz (Brasilien) | Yokohama Publik: 12 671 Domare: Eunapio De Queiroz (Brasilien) |
| 14:00 UTC | 14:00 UTC       |                                                                 |                 |      | Yokohama Publik: 12 671 Domare: Eunapio De Queiroz (Brasilien) | Yokohama Publik: 12 671 Domare: Eunapio De Queiroz (Brasilien) |

| 10        | 13 oktober 1964 | Iran                 | 1 – 1           | Mexiko                        | Chichibunomiya Rugbystadion                               |                                                           |
| 14:00 UTC | 14:00 UTC       | Karam Ali Nirlou 59′ | (1 – 1) Rapport | 54′ José Luis González Dávila | Tokyo Publik: 15 938 Domare: John Stanley Wontumi (Ghana) | Tokyo Publik: 15 938 Domare: John Stanley Wontumi (Ghana) |
| 14:00 UTC | 14:00 UTC       |                      |                 |                               | Tokyo Publik: 15 938 Domare: John Stanley Wontumi (Ghana) | Tokyo Publik: 15 938 Domare: John Stanley Wontumi (Ghana) |
| 14:00 UTC | 14:00 UTC       |                      |                 |                               | Tokyo Publik: 15 938 Domare: John Stanley Wontumi (Ghana) | Tokyo Publik: 15 938 Domare: John Stanley Wontumi (Ghana) |

| 9         | 13 oktober 1964 | Tyskland            | 1 – 1           | Rumänien             | ?                                                             |                                                               |
| 14:00 UTC | 14:00 UTC       | Henning Frenzel 22′ | (1 – 1) Rapport | 27′ Cornel Pavlovici | Tokyo Publik: 18 970 Domare: Vaclav Korelus (Tjeckoslovakien) | Tokyo Publik: 18 970 Domare: Vaclav Korelus (Tjeckoslovakien) |
| 14:00 UTC | 14:00 UTC       |                     |                 |                      | Tokyo Publik: 18 970 Domare: Vaclav Korelus (Tjeckoslovakien) | Tokyo Publik: 18 970 Domare: Vaclav Korelus (Tjeckoslovakien) |
| 14:00 UTC | 14:00 UTC       |                     |                 |                      | Tokyo Publik: 18 970 Domare: Vaclav Korelus (Tjeckoslovakien) | Tokyo Publik: 18 970 Domare: Vaclav Korelus (Tjeckoslovakien) |

| 17        | 15 oktober 1964 | Tyskland                                 | 2 – 0           | Mexiko | Nippatsu Mitsuzawa Stadium                                |                                                           |
| 14:00 UTC | 14:00 UTC       | Wolfgang Barthels 37′ Jürgen Nöldner 66′ | (1 – 0) Rapport |        | Yokohama Publik: 12 814 Domare: Gregg De Silva (Malaysia) | Yokohama Publik: 12 814 Domare: Gregg De Silva (Malaysia) |
| 14:00 UTC | 14:00 UTC       |                                          |                 |        | Yokohama Publik: 12 814 Domare: Gregg De Silva (Malaysia) | Yokohama Publik: 12 814 Domare: Gregg De Silva (Malaysia) |
| 14:00 UTC | 14:00 UTC       |                                          |                 |        | Yokohama Publik: 12 814 Domare: Gregg De Silva (Malaysia) | Yokohama Publik: 12 814 Domare: Gregg De Silva (Malaysia) |

| 18        | 15 oktober 1964 | Rumänien             | 1 – 0           | Iran | ?                                                        |                                                          |
| 14:00 UTC | 14:00 UTC       | Cornel Pavlovici 26′ | (1 – 0) Rapport |      | Tokyo Publik: 13 026 Domare: Miguel Comesana (Argentina) | Tokyo Publik: 13 026 Domare: Miguel Comesana (Argentina) |
| 14:00 UTC | 14:00 UTC       |                      |                 |      | Tokyo Publik: 13 026 Domare: Miguel Comesana (Argentina) | Tokyo Publik: 13 026 Domare: Miguel Comesana (Argentina) |
| 14:00 UTC | 14:00 UTC       |                      |                 |      | Tokyo Publik: 13 026 Domare: Miguel Comesana (Argentina) | Tokyo Publik: 13 026 Domare: Miguel Comesana (Argentina) |

### Grupp B
| Nr | Lag         | S | V | O | F | GM | IM | MS | P |
| -- | ----------- | - | - | - | - | -- | -- | -- | - |
| 1  | Ungern      | 2 | 2 | 0 | 0 | 12 | 5  | +7 | 4 |
| 2  | Jugoslavien | 2 | 1 | 0 | 1 | 8  | 7  | +1 | 2 |
| 3  | Marocko     | 2 | 0 | 0 | 2 | 1  | 9  | −8 | 0 |
| 4  | Nordkorea   | 0 | 0 | 0 | 0 | 0  | 0  | 0  | 0 |

Nordkorea drog sig ur.
| 4         | 11 oktober 1964 | Ungern                                          | 6 – 0           | Marocko | Olympiastadion                                       |                                                      |
| 14:00 UTC | 14:00 UTC       | Ferenc Bene 13′, 38′ (str.), 70′, 74′, 78′, 87′ | (2 – 0) Rapport |         | Tokyo Publik: 65 793 Domare: Kim Duk Chun (Sydkorea) | Tokyo Publik: 65 793 Domare: Kim Duk Chun (Sydkorea) |
| 14:00 UTC | 14:00 UTC       |                                                 |                 |         | Tokyo Publik: 65 793 Domare: Kim Duk Chun (Sydkorea) | Tokyo Publik: 65 793 Domare: Kim Duk Chun (Sydkorea) |
| 14:00 UTC | 14:00 UTC       |                                                 |                 |         | Tokyo Publik: 65 793 Domare: Kim Duk Chun (Sydkorea) | Tokyo Publik: 65 793 Domare: Kim Duk Chun (Sydkorea) |

| 11        | 13 oktober 1964 | Jugoslavien                                | 3 – 1           | Marocko         | Nippatsu Mitsuzawa Stadium                                           |                                                                      |
| 14:00 UTC | 14:00 UTC       | Spasoje Samardžić 8′ Rudolf Belin 12′, 59′ | (2 – 1) Rapport | 2′ Ali Bouachra | Yokohama Publik: 12 675 Domare: Hussein Imam (Förenade arabemiraten) | Yokohama Publik: 12 675 Domare: Hussein Imam (Förenade arabemiraten) |
| 14:00 UTC | 14:00 UTC       |                                            |                 |                 | Yokohama Publik: 12 675 Domare: Hussein Imam (Förenade arabemiraten) | Yokohama Publik: 12 675 Domare: Hussein Imam (Förenade arabemiraten) |
| 14:00 UTC | 14:00 UTC       |                                            |                 |                 | Yokohama Publik: 12 675 Domare: Hussein Imam (Förenade arabemiraten) | Yokohama Publik: 12 675 Domare: Hussein Imam (Förenade arabemiraten) |

| 19        | 15 oktober 1964 | Jugoslavien                                                 | 5 – 6           | Ungern                                                                         | Komazawa stadion                                       |                                                        |
| 14:00 UTC | 14:00 UTC       | Ivica Osim 1′, 82′ Rudolf Belin 12′, 35′ Slaven Zambata 31′ | (4 – 5) Rapport | 5′, 11′, 44′, 63′ (str.) Tibor Csernai 18′ János Farkas 25′ (str.) Ferenc Bene | Tokyo Publik: 19 316 Domare: Genishi Fukushima (Japan) | Tokyo Publik: 19 316 Domare: Genishi Fukushima (Japan) |
| 14:00 UTC | 14:00 UTC       |                                                             |                 |                                                                                | Tokyo Publik: 19 316 Domare: Genishi Fukushima (Japan) | Tokyo Publik: 19 316 Domare: Genishi Fukushima (Japan) |
| 14:00 UTC | 14:00 UTC       |                                                             |                 |                                                                                | Tokyo Publik: 19 316 Domare: Genishi Fukushima (Japan) | Tokyo Publik: 19 316 Domare: Genishi Fukushima (Japan) |

### Grupp C
| Nr | Lag                     | S | V | O | F | GM | IM | MS  | P |
| -- | ----------------------- | - | - | - | - | -- | -- | --- | - |
| 1  | Tjeckoslovakien         | 3 | 3 | 0 | 0 | 12 | 2  | +10 | 6 |
| 2  | Förenade Arabrepubliken | 3 | 1 | 1 | 1 | 12 | 6  | +6  | 3 |
| 3  | Brasilien               | 3 | 1 | 1 | 1 | 5  | 2  | +3  | 3 |
| 4  | Sydkorea                | 3 | 0 | 0 | 3 | 1  | 20 | −19 | 0 |

| 6         | 12 oktober 1964 | Brasilien           | 1 – 1           | Förenade Arabrepubliken | ?                                                        |                                                          |
| 14:00 UTC | 14:00 UTC       | Roberto Miranda 10′ | (1 – 0) Rapport | 90′ Kalil Shanin        | Tokyo Publik: 16 450 Domare: Rudi Glöckner (Östtyskland) | Tokyo Publik: 16 450 Domare: Rudi Glöckner (Östtyskland) |
| 14:00 UTC | 14:00 UTC       |                     |                 |                         | Tokyo Publik: 16 450 Domare: Rudi Glöckner (Östtyskland) | Tokyo Publik: 16 450 Domare: Rudi Glöckner (Östtyskland) |
| 14:00 UTC | 14:00 UTC       |                     |                 |                         | Tokyo Publik: 16 450 Domare: Rudi Glöckner (Östtyskland) | Tokyo Publik: 16 450 Domare: Rudi Glöckner (Östtyskland) |

| 5         | 12 oktober 1964 | Tjeckoslovakien                                                               | 6 – 1           | Sydkorea       | ?                                                       |                                                         |
| 14:00 UTC | 14:00 UTC       | Karel Lichtnégl 25′ Josef Vojta 26′ Ivan Mráz 32′, 68′ Vojtech Masný 43′, 71′ | (4 – 0) Rapport | 59′ Lee Yi-Woo | Tokyo Publik: 12 943 Domare: Rafael Valenzuela (Mexiko) | Tokyo Publik: 12 943 Domare: Rafael Valenzuela (Mexiko) |
| 14:00 UTC | 14:00 UTC       |                                                                               |                 |                | Tokyo Publik: 12 943 Domare: Rafael Valenzuela (Mexiko) | Tokyo Publik: 12 943 Domare: Rafael Valenzuela (Mexiko) |
| 14:00 UTC | 14:00 UTC       |                                                                               |                 |                | Tokyo Publik: 12 943 Domare: Rafael Valenzuela (Mexiko) | Tokyo Publik: 12 943 Domare: Rafael Valenzuela (Mexiko) |

| 13        | 14 oktober 1964 | Tjeckoslovakien                                                       | 5 – 1           | Förenade Arabrepubliken | ?                                                  |                                                    |
| 14:00 UTC | 14:00 UTC       | Josef Vojta 5′, 27′ Anton Urban 36′ Ivan Mráz 83′ Ludovít Cvetler 84′ | (3 – 0) Rapport | 53′ Ibrahim Riad        | Tokyo Publik: 15 903 Domare: Istvan Zsolt (Ungern) | Tokyo Publik: 15 903 Domare: Istvan Zsolt (Ungern) |
| 14:00 UTC | 14:00 UTC       |                                                                       |                 |                         | Tokyo Publik: 15 903 Domare: Istvan Zsolt (Ungern) | Tokyo Publik: 15 903 Domare: Istvan Zsolt (Ungern) |
| 14:00 UTC | 14:00 UTC       |                                                                       |                 |                         | Tokyo Publik: 15 903 Domare: Istvan Zsolt (Ungern) | Tokyo Publik: 15 903 Domare: Istvan Zsolt (Ungern) |

| 14        | 14 oktober 1964 | Brasilien                                                    | 4 – 0           | Sydkorea | Nippatsu Mitsuzawa Stadium                                       |                                                                  |
| 14:00 UTC | 14:00 UTC       | José Roberto Marques 30′ Elizeu 44′, 54′ Roberto Miranda 73′ | (2 – 0) Rapport |          | Yokohama Publik: 12 672 Domare: Salih Mohamed Boukkili (Marocko) | Yokohama Publik: 12 672 Domare: Salih Mohamed Boukkili (Marocko) |
| 14:00 UTC | 14:00 UTC       |                                                              |                 |          | Yokohama Publik: 12 672 Domare: Salih Mohamed Boukkili (Marocko) | Yokohama Publik: 12 672 Domare: Salih Mohamed Boukkili (Marocko) |
| 14:00 UTC | 14:00 UTC       |                                                              |                 |          | Yokohama Publik: 12 672 Domare: Salih Mohamed Boukkili (Marocko) | Yokohama Publik: 12 672 Domare: Salih Mohamed Boukkili (Marocko) |

| 22        | 16 oktober 1964 | Förenade Arabrepubliken                                                                                             | 10 – 00         | Sydkorea | ?                                                        |                                                          |
| 14:00 UTC | 14:00 UTC       | Ibrahim Riad 14′, 17′, 40′, 48′, 72′, 77′ Seddik Mohamed 50′ Rifaat Elfanagili 61′ Aly Etman 66′ Mahmoud Hassan 78′ | (3 – 0) Rapport |          | Tokyo Publik: 16 039 Domare: Rudi Glöckner (Östtyskland) | Tokyo Publik: 16 039 Domare: Rudi Glöckner (Östtyskland) |
| 14:00 UTC | 14:00 UTC       | |                 |          | Tokyo Publik: 16 039 Domare: Rudi Glöckner (Östtyskland) | Tokyo Publik: 16 039 Domare: Rudi Glöckner (Östtyskland) |
| 14:00 UTC | 14:00 UTC       | |                 |          | Tokyo Publik: 16 039 Domare: Rudi Glöckner (Östtyskland) | Tokyo Publik: 16 039 Domare: Rudi Glöckner (Östtyskland) |

| 21        | 16 oktober 1964 | Tjeckoslovakien       | 1 – 0           | Brasilien | ?                                                   |                                                     |
| 14:00 UTC | 14:00 UTC       | František Valošek 77′ | (0 – 0) Rapport |           | Tokyo Publik: 13 120 Domare: Hossein Tehrani (Iran) | Tokyo Publik: 13 120 Domare: Hossein Tehrani (Iran) |
| 14:00 UTC | 14:00 UTC       |                       |                 |           | Tokyo Publik: 13 120 Domare: Hossein Tehrani (Iran) | Tokyo Publik: 13 120 Domare: Hossein Tehrani (Iran) |
| 14:00 UTC | 14:00 UTC       |                       |                 |           | Tokyo Publik: 13 120 Domare: Hossein Tehrani (Iran) | Tokyo Publik: 13 120 Domare: Hossein Tehrani (Iran) |

### Grupp D
| Nr | Lag       | S | V | O | F | GM | IM | MS | P |
| -- | --------- | - | - | - | - | -- | -- | -- | - |
| 1  | Ghana     | 2 | 1 | 1 | 0 | 4  | 3  | +1 | 3 |
| 2  | Japan     | 2 | 1 | 0 | 1 | 5  | 5  | 0  | 2 |
| 3  | Argentina | 2 | 0 | 1 | 1 | 3  | 4  | −1 | 1 |
| 4  | Italien   | 0 | 0 | 0 | 0 | 0  | 0  | 0  | 0 |

Italien drog sig ur.
| 8         | 12 oktober 1964 | Argentina                | 1 – 1           | Ghana             | Nippatsu Mitsuzawa Stadium                                  |                                                             |
| 14:00 UTC | 14:00 UTC       | Carlos Alberto Bulla 26′ | (1 – 0) Rapport | 80′ Edward Acquah | Yokohama Publik: 12 452 Domare: Menachem Ashkenazi (Israel) | Yokohama Publik: 12 452 Domare: Menachem Ashkenazi (Israel) |
| 14:00 UTC | 14:00 UTC       |                          |                 |                   | Yokohama Publik: 12 452 Domare: Menachem Ashkenazi (Israel) | Yokohama Publik: 12 452 Domare: Menachem Ashkenazi (Israel) |
| 14:00 UTC | 14:00 UTC       |                          |                 |                   | Yokohama Publik: 12 452 Domare: Menachem Ashkenazi (Israel) | Yokohama Publik: 12 452 Domare: Menachem Ashkenazi (Israel) |

| 16        | 14 oktober 1964 | Japan                                                      | 3 – 2           | Argentina                      | ?                                                            |                                                              |
| 14:00 UTC | 14:00 UTC       | Ryuichi Sugiyama 54′ Saburo Kawabuchi 81′ Aritatsu Ogi 82′ | (0 – 1) Rapport | 24′, 62′ Juan Carlos Domínguez | Tokyo Publik: 19 049 Domare: Aleksandar Skoric (Jugoslavien) | Tokyo Publik: 19 049 Domare: Aleksandar Skoric (Jugoslavien) |
| 14:00 UTC | 14:00 UTC       |                                                            |                 |                                | Tokyo Publik: 19 049 Domare: Aleksandar Skoric (Jugoslavien) | Tokyo Publik: 19 049 Domare: Aleksandar Skoric (Jugoslavien) |
| 14:00 UTC | 14:00 UTC       |                                                            |                 |                                | Tokyo Publik: 19 049 Domare: Aleksandar Skoric (Jugoslavien) | Tokyo Publik: 19 049 Domare: Aleksandar Skoric (Jugoslavien) |

| 24        | 16 oktober 1964 | Ghana                                                | 3 – 2           | Japan                                    | ?                                       |                                         |
| 14:00 UTC | 14:00 UTC       | Gyau Agyemang 27′ Sam Acquah 69′ Hamoud Fulaiteh 80′ | (1 – 1) Rapport | 12′ Ryuichi Sugiyama 52′ Shigeo Yaegashi | Tokyo Domare: Cornel Nitescu (Rumänien) | Tokyo Domare: Cornel Nitescu (Rumänien) |
| 14:00 UTC | 14:00 UTC       |                                                      |                 |                                          | Tokyo Domare: Cornel Nitescu (Rumänien) | Tokyo Domare: Cornel Nitescu (Rumänien) |
| 14:00 UTC | 14:00 UTC       |                                                      |                 |                                          | Tokyo Domare: Cornel Nitescu (Rumänien) | Tokyo Domare: Cornel Nitescu (Rumänien) |

## Slutspel

### Slutspelsträd
|  | Kvartsfinaler           | Kvartsfinaler           |                 |   | Semifinaler | Semifinaler |  |  | Final | Final |
|  |                         |                         |                 |   |             |             |  |  |       |       |
|  |                         |                         |                 |   |             |             |  |  |       |       |
|  |                         |                         |                 |   |             |             |  |  |       |       |
|  | Rumänien                | 0                       |                 |   |             |             |  |  |       |       |
|  | Rumänien                | 0                       |                 |   |             |             |  |  |       |       |
|  | Ungern                  | 2                       |                 |   |             |             |  |  |       |       |
|  | Ungern                  | 2                       | Ungern          | 6 |             |             |  |  |       |       |
|  |                         |                         | Ungern          | 6 |             |             |  |  |       |       |
|  |                         | Förenade Arabrepubliken | 0               |   |             |             |  |  |       |       |
|  | Förenade Arabrepubliken | Förenade Arabrepubliken | 0               | 5 |             |             |  |  |       |       |
|  | Förenade Arabrepubliken |                         |                 | 5 |             |             |  |  |       |       |
|  | Ghana                   | 1                       |                 |   |             |             |  |  |       |       |
|  | Ghana                   | 1                       | Ungern          | 2 |             |             |  |  |       |       |
|  |                         |                         | Ungern          | 2 |             |             |  |  |       |       |
|  |                         | Tjeckoslovakien         | 1               |   |             |             |  |  |       |       |
|  | Tjeckoslovakien         | Tjeckoslovakien         | 1               | 4 |             |             |  |  |       |       |
|  | Tjeckoslovakien         |                         |                 | 4 |             |             |  |  |       |       |
|  | Japan                   | 0                       |                 |   |             |             |  |  |       |       |
|  | Japan                   | 0                       | Tjeckoslovakien | 2 |             |             |  |  |       |       |
|  |                         |                         | Tjeckoslovakien | 2 |             |             |  |  |       |       |
|  |                         | Tyskland                | 1               |   | Bronsmatch  | Bronsmatch  |  |  |       |       |
|  | Jugoslavien             | Tyskland                | 1               | 0 | Bronsmatch  | Bronsmatch  |  |  |       |       |
|  | Jugoslavien             |                         |                 | 0 |             |             |  |  |       |       |
|  | Tyskland                | 1                       |                 |   |             |             |  |  |       |       |
|  | Tyskland                | 1                       | Tyskland        | 3 |             |             |  |  |       |       |
|  |                         |                         |                 |   |             |             |  |  |       |       |
|  | Förenade Arabrepubliken | 1                       |                 |   |             |             |  |  |       |       |
|  | Förenade Arabrepubliken | 1                       |                 |   |             |             |  |  |       |       |

### Kvartsfinaler
| 25        | 18 oktober 1964 | Jugoslavien | 0 – 1           | Tyskland           | ?                                                      |                                                        |
| 14:00 UTC | 14:00 UTC       |             | (0 – 1) Rapport | 1′ Henning Frenzel | Tokyo Publik: 15 767 Domare: Gregg De Silva (Malaysia) | Tokyo Publik: 15 767 Domare: Gregg De Silva (Malaysia) |
| 14:00 UTC | 14:00 UTC       |             |                 |                    | Tokyo Publik: 15 767 Domare: Gregg De Silva (Malaysia) | Tokyo Publik: 15 767 Domare: Gregg De Silva (Malaysia) |
| 14:00 UTC | 14:00 UTC       |             |                 |                    | Tokyo Publik: 15 767 Domare: Gregg De Silva (Malaysia) | Tokyo Publik: 15 767 Domare: Gregg De Silva (Malaysia) |

| 26        | 18 oktober 1964 | Rumänien | 0 – 2           | Ungern                       | Nippatsu Mitsuzawa Stadium                                  |                                                             |
| 14:00 UTC | 14:00 UTC       |          | (0 – 1) Rapport | 2′, 84′ (str.) Tibor Csernai | Yokohama Publik: 12 841 Domare: Menachem Ashkenazi (Israel) | Yokohama Publik: 12 841 Domare: Menachem Ashkenazi (Israel) |
| 14:00 UTC | 14:00 UTC       |          |                 |                              | Yokohama Publik: 12 841 Domare: Menachem Ashkenazi (Israel) | Yokohama Publik: 12 841 Domare: Menachem Ashkenazi (Israel) |
| 14:00 UTC | 14:00 UTC       |          |                 |                              | Yokohama Publik: 12 841 Domare: Menachem Ashkenazi (Israel) | Yokohama Publik: 12 841 Domare: Menachem Ashkenazi (Israel) |

| 28        | 18 oktober 1964 | Förenade Arabrepubliken                                             | 5 – 1           | Ghana                | ?                                                        |                                                          |
| 14:00 UTC | 14:00 UTC       | Mohamed Badawi 42′, 61′ Ibrahim Riad 65′ Rifaat Elfanagili 69′, 85′ | (1 – 1) Rapport | 37′ Wilberforce Mfum | Tokyo Publik: 13 121 Domare: Rudi Glöckner (Östtyskland) | Tokyo Publik: 13 121 Domare: Rudi Glöckner (Östtyskland) |
| 14:00 UTC | 14:00 UTC       |                                                                     |                 |                      | Tokyo Publik: 13 121 Domare: Rudi Glöckner (Östtyskland) | Tokyo Publik: 13 121 Domare: Rudi Glöckner (Östtyskland) |
| 14:00 UTC | 14:00 UTC       |                                                                     |                 |                      | Tokyo Publik: 13 121 Domare: Rudi Glöckner (Östtyskland) | Tokyo Publik: 13 121 Domare: Rudi Glöckner (Östtyskland) |

| 27        | 18 oktober 1964 | Tjeckoslovakien                                             | 4 – 0           | Japan | ?                                                          |                                                            |
| 14:00 UTC | 14:00 UTC       | Jan Brumovský 43′, 59′ Josef Vojta 69′ (str.) Ivan Mráz 86′ | (1 – 0) Rapport |       | Tokyo Publik: 18 940 Domare: unapio De Queiroz (Brasilien) | Tokyo Publik: 18 940 Domare: unapio De Queiroz (Brasilien) |
| 14:00 UTC | 14:00 UTC       |                                                             |                 |       | Tokyo Publik: 18 940 Domare: unapio De Queiroz (Brasilien) | Tokyo Publik: 18 940 Domare: unapio De Queiroz (Brasilien) |
| 14:00 UTC | 14:00 UTC       |                                                             |                 |       | Tokyo Publik: 18 940 Domare: unapio De Queiroz (Brasilien) | Tokyo Publik: 18 940 Domare: unapio De Queiroz (Brasilien) |

### Semifinaler
| 30        | 20 oktober 1964 | Ungern                                                 | 6 – 0           | Förenade Arabrepubliken | ?                                         |                                           |
| 14:00 UTC | 14:00 UTC       | Ferenc Bene 7′, 20′, 66′, 77′ Imre Komora 29′, 58′ 58′ | (3 – 0) Rapport |                         | Tokyo Domare: Miguel Comesana (Argentina) | Tokyo Domare: Miguel Comesana (Argentina) |
| 14:00 UTC | 14:00 UTC       |                                                        |                 |                         | Tokyo Domare: Miguel Comesana (Argentina) | Tokyo Domare: Miguel Comesana (Argentina) |
| 14:00 UTC | 14:00 UTC       |                                                        |                 |                         | Tokyo Domare: Miguel Comesana (Argentina) | Tokyo Domare: Miguel Comesana (Argentina) |

| 29        | 20 oktober 1964 | Tjeckoslovakien                   | 2 – 1           | Tyskland           | ?                                                        |                                                          |
| 14:00 UTC | 14:00 UTC       | Karel Lichtnégl 47′ Ivan Mráz 89′ | (0 – 1) Rapport | 25′ Jürgen Nöldner | Tokyo Publik: 19 435 Domare: Menachem Ashkenazi (Israel) | Tokyo Publik: 19 435 Domare: Menachem Ashkenazi (Israel) |
| 14:00 UTC | 14:00 UTC       |                                   |                 |                    | Tokyo Publik: 19 435 Domare: Menachem Ashkenazi (Israel) | Tokyo Publik: 19 435 Domare: Menachem Ashkenazi (Israel) |
| 14:00 UTC | 14:00 UTC       |                                   |                 |                    | Tokyo Publik: 19 435 Domare: Menachem Ashkenazi (Israel) | Tokyo Publik: 19 435 Domare: Menachem Ashkenazi (Israel) |

### Match om tredje pris
| 31        | 23 oktober 1964 | Tyskland                                                   | 3 – 1           | Förenade Arabrepubliken | Olympiastadion                                     |                                                    |
| 12:00 UTC | 12:00 UTC       | Henning Frenzel 17′ Eberhard Vogel 48′ Hermann Stöcker 56′ | (1 – 0) Rapport | 75′ (str.) Raafat Attia | Tokyo Publik: 65 610 Domare: Yozo Yokohama (Japan) | Tokyo Publik: 65 610 Domare: Yozo Yokohama (Japan) |
| 12:00 UTC | 12:00 UTC       |                                                            |                 |                         | Tokyo Publik: 65 610 Domare: Yozo Yokohama (Japan) | Tokyo Publik: 65 610 Domare: Yozo Yokohama (Japan) |
| 12:00 UTC | 12:00 UTC       |                                                            |                 |                         | Tokyo Publik: 65 610 Domare: Yozo Yokohama (Japan) | Tokyo Publik: 65 610 Domare: Yozo Yokohama (Japan) |

### Final
| 32        | 23 oktober 1964 | Ungern                                    | 2 – 1           | Tjeckoslovakien   | Olympiastadion                                           |                                                          |
| 16:30 UTC | 16:30 UTC       | Vladimír Weiss 47′ (sjm.) Ferenc Bene 59′ | (0 – 0) Rapport | 80′ Jan Brumovský | Tokyo Publik: 65 610 Domare: Menachem Ashkenazi (Israel) | Tokyo Publik: 65 610 Domare: Menachem Ashkenazi (Israel) |
| 16:30 UTC | 16:30 UTC       |                                           |                 |                   | Tokyo Publik: 65 610 Domare: Menachem Ashkenazi (Israel) | Tokyo Publik: 65 610 Domare: Menachem Ashkenazi (Israel) |
| 16:30 UTC | 16:30 UTC       |                                           |                 |                   | Tokyo Publik: 65 610 Domare: Menachem Ashkenazi (Israel) | Tokyo Publik: 65 610 Domare: Menachem Ashkenazi (Israel) |

## Tröstturneringen

### Första omgången
| 33        | 20 oktober | Japan | 1 – 6           | Jugoslavien                                         | Yanmar Stadium Nagai                                              |                                                                   |
| 14:00 UTC | 14:00 UTC  |       | (0 – 4) Rapport | 3′, 5′, 43′, 63′ Slaven Zambata 28′, 60′ Ivica Osim | Osaka Publik: 20 000 Domare: Hussein Imam (Förenade arabemiraten) | Osaka Publik: 20 000 Domare: Hussein Imam (Förenade arabemiraten) |
| 14:00 UTC | 14:00 UTC  |       |                 |                                                     | Osaka Publik: 20 000 Domare: Hussein Imam (Förenade arabemiraten) | Osaka Publik: 20 000 Domare: Hussein Imam (Förenade arabemiraten) |
| 14:00 UTC | 14:00 UTC  |       |                 |                                                     | Osaka Publik: 20 000 Domare: Hussein Imam (Förenade arabemiraten) | Osaka Publik: 20 000 Domare: Hussein Imam (Förenade arabemiraten) |

| 33        | 20 oktober 1964 | Rumänien                                             | 1 – 6           | Ghana                    | Nishikyogoku Athletic Stadium                          |                                                        |
| 14:00 UTC | 14:00 UTC       | Cornel Pavlovici 12′, 19′, 74′ Carol Creiniceanu 41′ | (0 – 4) Rapport | 25′, 44′ Hamoud Fulaiteh | Kyoto Publik: 20 000 Domare: Gregg De Silva (Malaysia) | Kyoto Publik: 20 000 Domare: Gregg De Silva (Malaysia) |
| 14:00 UTC | 14:00 UTC       |                                                      |                 |                          | Kyoto Publik: 20 000 Domare: Gregg De Silva (Malaysia) | Kyoto Publik: 20 000 Domare: Gregg De Silva (Malaysia) |
| 14:00 UTC | 14:00 UTC       |                                                      |                 |                          | Kyoto Publik: 20 000 Domare: Gregg De Silva (Malaysia) | Kyoto Publik: 20 000 Domare: Gregg De Silva (Malaysia) |

### Final
| 35        | 22 oktober 1964 | Jugoslavien | 0 – 3           | Rumänien                                                      | Yanmar Stadium Nagai                               |                                                    |
| 14:00 UTC | 14:00 UTC       |             | (0 – 0) Rapport | 50′ Cornel Pavlovici 52′ Ion Pârcălab 78′ Gheorghe Constantin | Osaka Publik: 10 000 Domare: Istvan Zsolt (Ungern) | Osaka Publik: 10 000 Domare: Istvan Zsolt (Ungern) |
| 14:00 UTC | 14:00 UTC       |             |                 |                                                               | Osaka Publik: 10 000 Domare: Istvan Zsolt (Ungern) | Osaka Publik: 10 000 Domare: Istvan Zsolt (Ungern) |
| 14:00 UTC | 14:00 UTC       |             |                 |                                                               | Osaka Publik: 10 000 Domare: Istvan Zsolt (Ungern) | Osaka Publik: 10 000 Domare: Istvan Zsolt (Ungern) |